# Jules Renaudot
Jules Renaudot, né le 2 mai 1836 à Paris où il est mort dans le 14e arrondissement le 18 janvier 1901, est un sculpteur français.

## Biographie

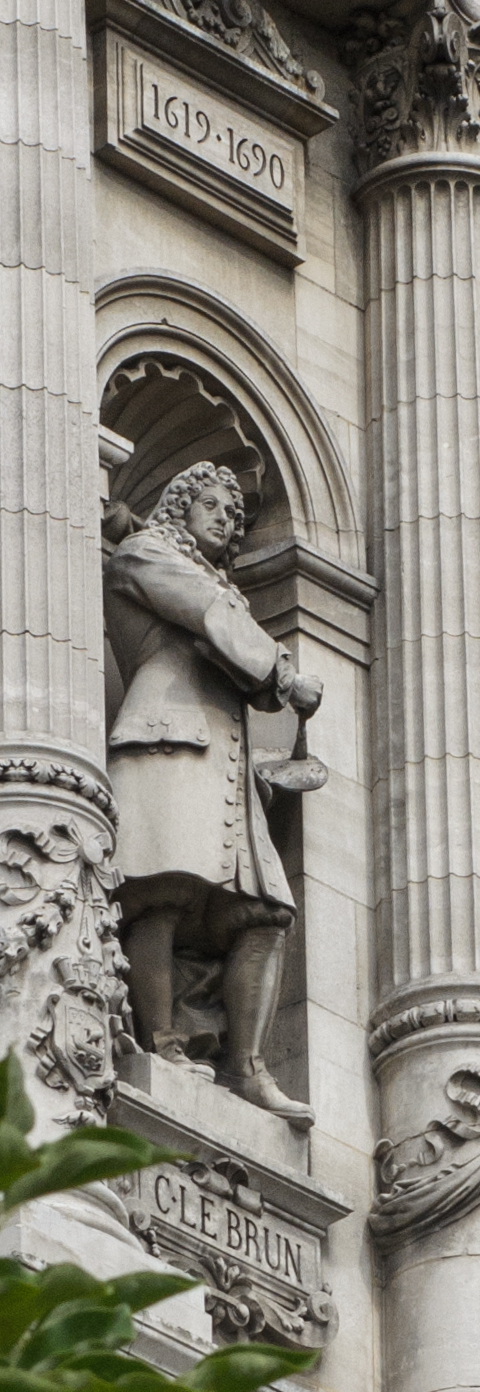
Charles Le Brun (1881), façade de l'hôtel de ville de Paris.

Jules Renaudot serait un descendant de Théophraste Renaudot, père du journalisme français. Il est l'élève du sculpteur François Jouffroy à l'École des beaux-arts de Paris.
Voyageant en Italie avec son ami le peintre Henri Regnault, il y tombe amoureux de la fille d'un apiculteur du Latium, Maria-Concetta-Veronica Latini (8 décembre 1853-24 décembre 1900). À la fin des années 1860, celle-ci pose comme modèle pour Regnault (Salomé, 1870), ainsi que pour plusieurs artistes séjournant à Rome, comme Stanislas Torrents (Étude de Romaine), et Marcello (La Pythie, 1870). Après avoir pris part à la guerre franco-allemande de 1870 comme officier d'ordonnance du colonel Gros, commandant du 45e régiment de Paris, Renaudot retourne à Rome pour y épouser Maria Latini. Le couple aura un fils, Jules-François-Paul, futur peintre post-impressionniste, et une fille, Julia-Gabrielle, future collaboratrice puis épouse de Camille Flammarion.
Dès 1865, Jules Renaudot expose au Salon, où il obtient une mention honorable en 1872 pour sa Naïade, dont le modèle est son épouse. Installée au jardin du Luxembourg en 1874 et très vite retirée à la demande de prudes « pères de famille » du quartier Saint-Sulpice, la Naïade de Renaudot est aujourd'hui conservée à l'hôtel de ville de Tours.
L'atelier de Renaudot se situait au 70 bis, rue Notre-Dame-des-Champs. Domiciliés tout d'abord à Rome (au 143, via delle Quattro Fontane), puis à Meudon (15, avenue du château), les Renaudot emménagent ensuite au 22, avenue de l'Observatoire.
Souffrant depuis plusieurs années d'une santé fragile, Jules Renaudot est très affecté par la mort de son épouse, en décembre 1900 : il meurt trois semaines plus tard, le 18 janvier 1901, à son domicile parisien du 22, avenue du Maine.

## Œuvres
- Portrait d'homme, buste en bronze, Salon de 1865[2].
- Naïade, statue en marbre, Salons de 1872 (mention honorable) et 1878[2], acquise par l’État, installée à Paris au jardin du Luxembourg en 1874[7], déposée au musée des beaux-arts de Tours en 1879, conservé à l'hôtel de ville de Tours[10].
- Gustave Chaudey, 1873, buste en médaillon, bronze (fonte par Barbedienne)[11], Paris, cimetière de Montmartre.
- Diane, groupe en plâtre, Salon de 1875[2], acquis par l’État et déposé au musée des beaux-arts de Pau en 1890.
- Georges Cuvier, 1875, buste en marbre, commandé par l’État en 1874[12], déposé au Conseil d'État avant 1880[13].
- Georges Cuvier, buste en marbre, commandé par l’État en 1876 pour le collège de Montbéliard[14].
- Portrait de M. Paul S., buste en marbre, Salon de 1879[2].
- Balard, médaillon en marbre, commandé par l’État en 1878 pour l'École supérieure de pharmacie de Paris[15].
- Charles Le Brun, 1881, statue en pierre, commandée en 1879[16] pour la façade de l'hôtel de ville de Paris[2].
- Pierre Perrin, vers 1881[17], buste en marbre, commandé par l’État en 1879, déposé à l'Opéra national de Paris[12].
- Diane, groupe en marbre d'après le plâtre exposé en 1875, commandé par l’État et exposé au Salon de 1890[18] (médaille de 3e classe)[6], déposé à l'hôtel de Lassay en 1891[19],[20].

Œuvres de Jules Renaudot
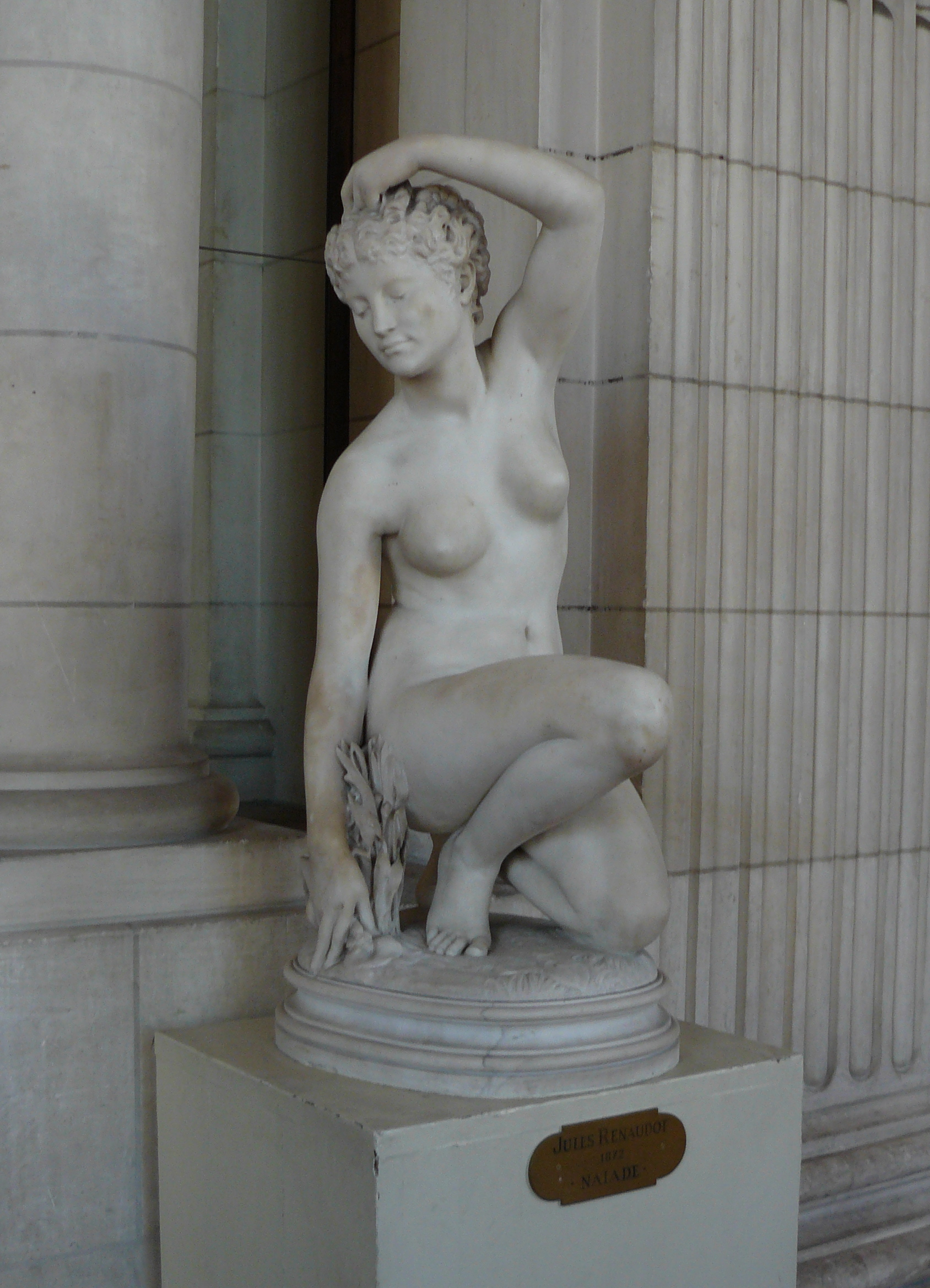
Naïade (Salon de 1872), marbre, hôtel de ville de Tours.
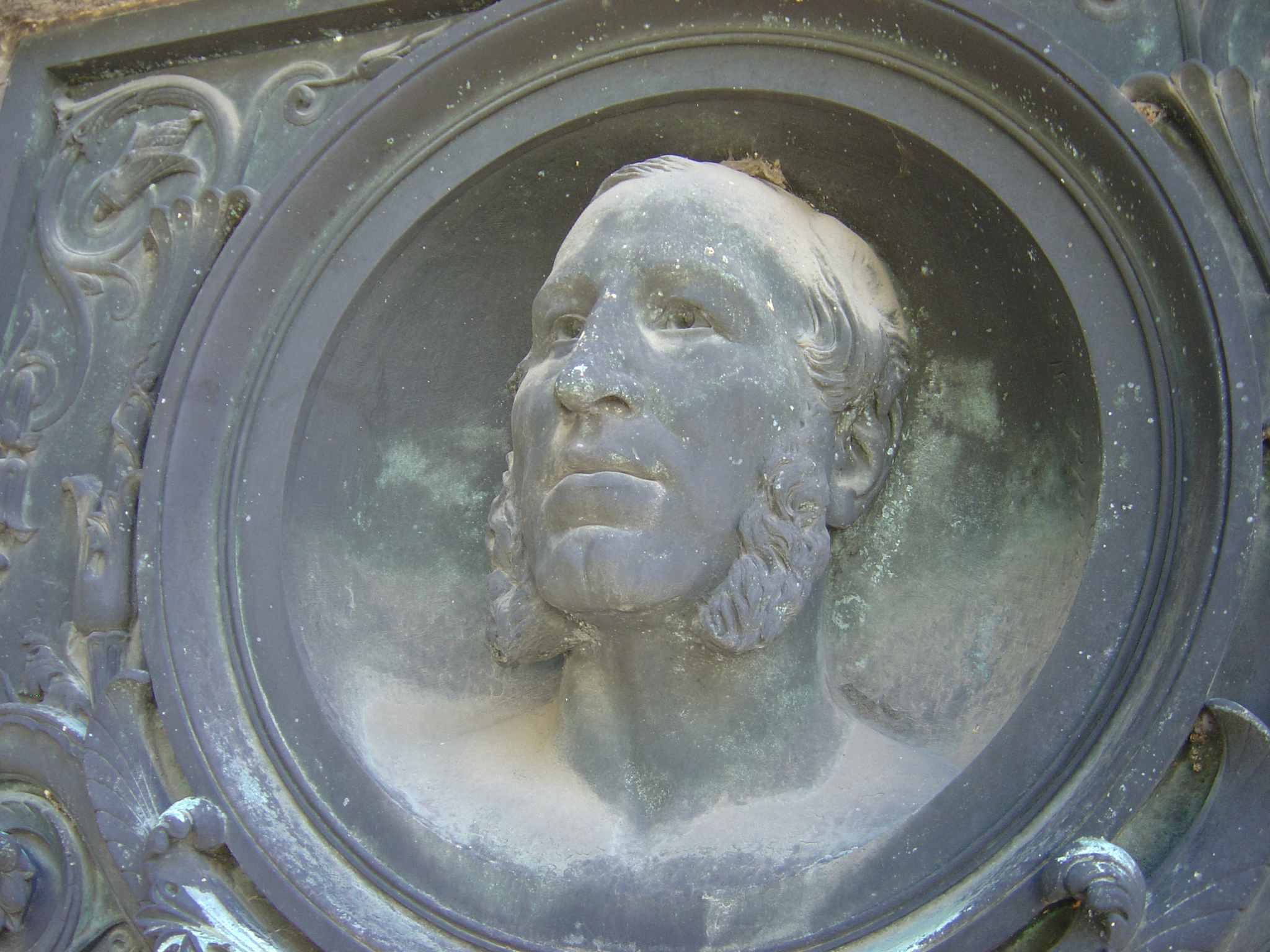
Gustave Chaudey (1873), Paris, cimetière de Montmartre.
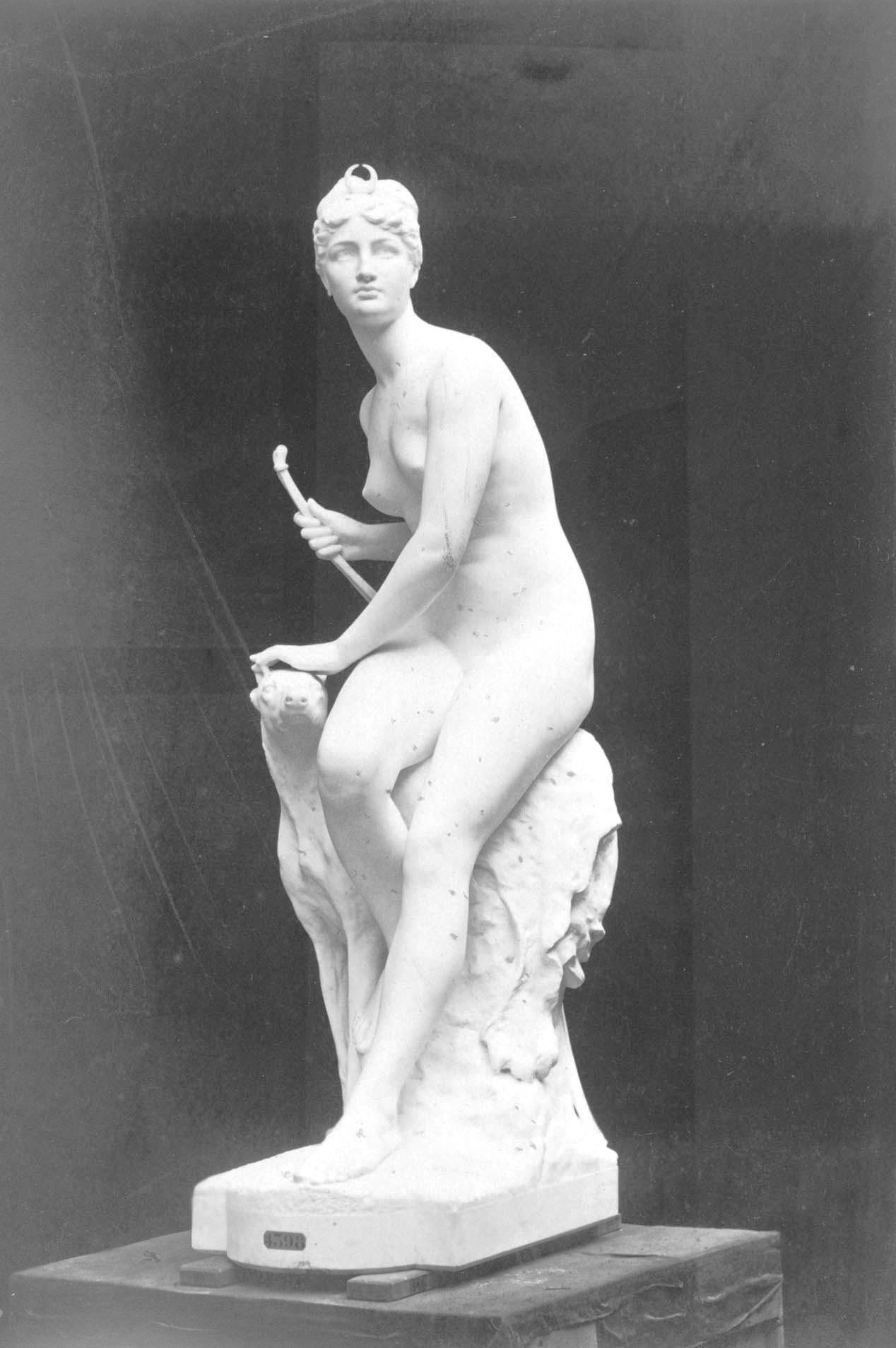
Diane (Salon de 1890), marbre, Paris, hôtel de Lassay.